# MAN TGA
MAN TGA — це великотоннажні вантажні автомобілі, що виробляються компанією MAN з 2000 року. 
Автомобілі MAN TGA здобули титул "Вантажівка року" у 2001 році.

## Опис моделі

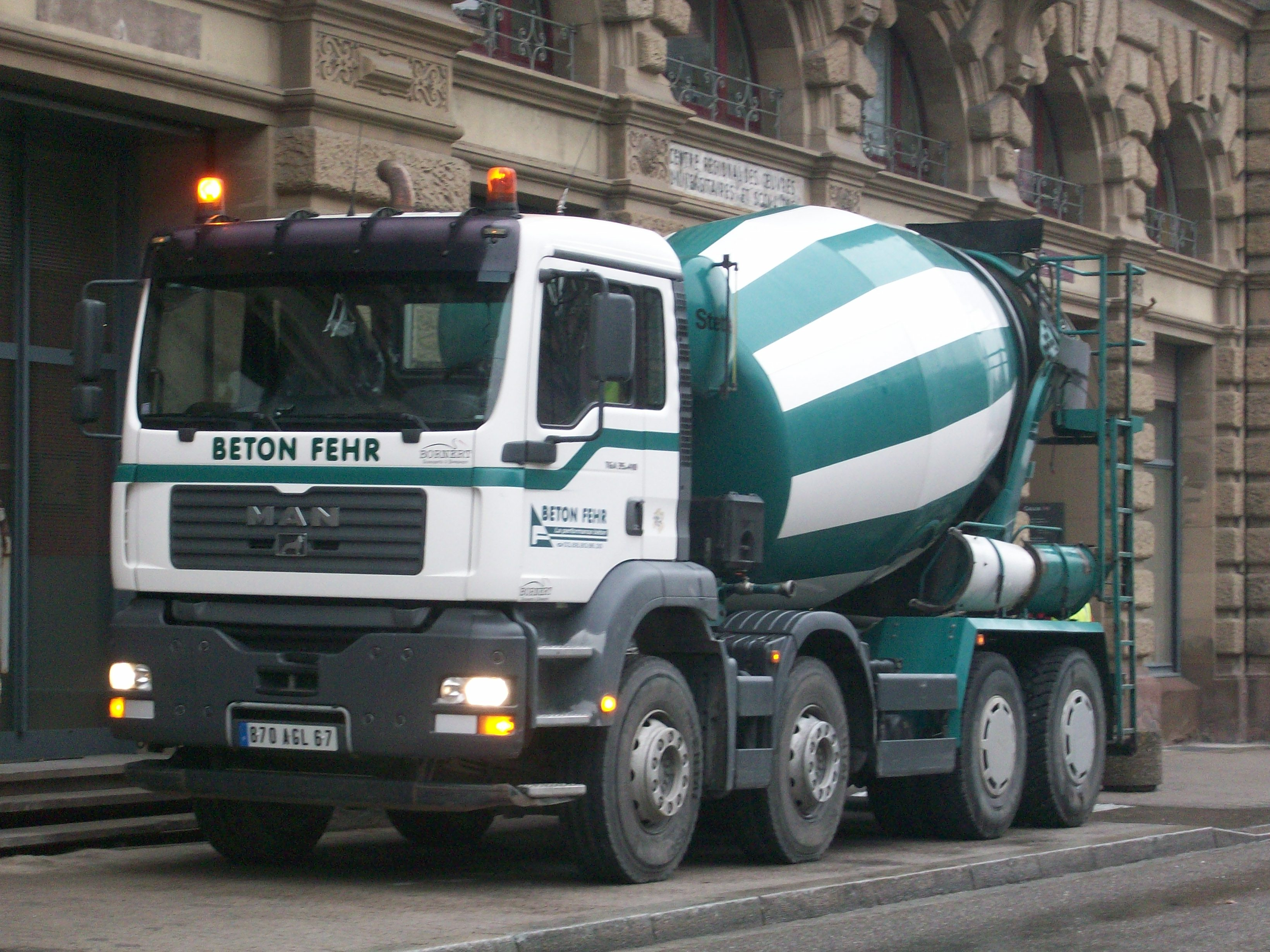
Бетонозмішувач MAN TGA 35.430

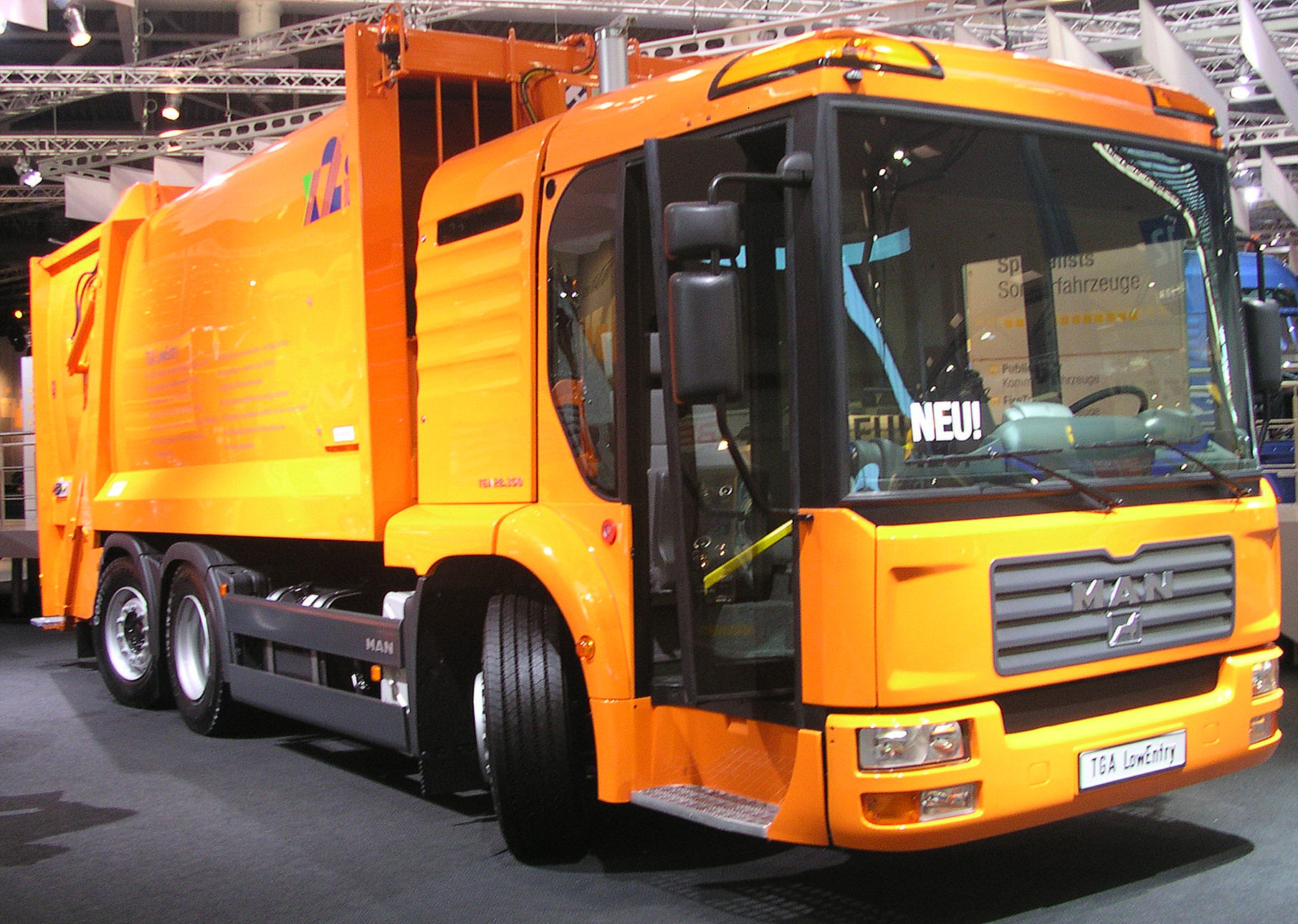
MAN TGA 22.320 з низькою кабіною

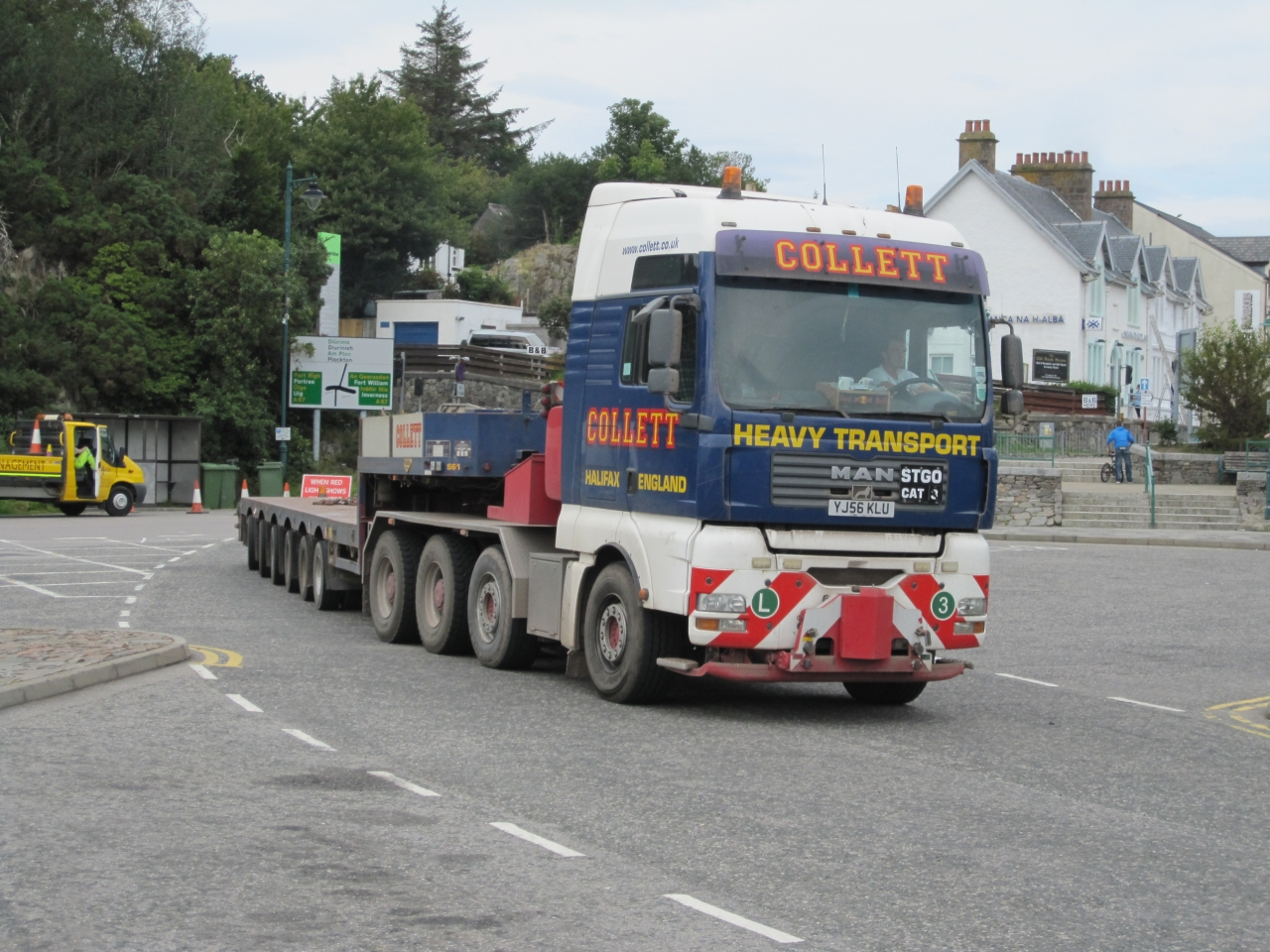
Сідловий тягач для важких вантажів MAN TGA

Вантажівки важкої серії MAN TGA повною масою 18-50 т збираються з 2000 року замість F2000 Evolution. Автомобілі випускаються у варіантах сідельних тягачів і шасі. Тягачі, призначені для магістральних перевезень, мають повну масу 18, 24 і 26 т. Автомобілі повною масою 18 т випускаються двовісними, з приводом на задній міст, з варіантами колісної бази 3500, 3600 і 3900 мм. Машини повною масою 24 і 26 т і колісною базою відповідно 2800 і 2600 мм - тривісні, зі спареними двома задніми осями, одна з яких підтримує й інша ведуча, з одного керованою віссю (колісна формула 6x2/2) або двома (6x2/4). У шасі до моделей повною масою 18, 24 і 26 т, аналогічним тягачів, додаються чотиривісні повною масою 35 і 39 т і колісною базою від 2980 до 4105 мм, з двома або трьома керованими осями. На магістральнікі на вибір встановлюються кабіни з двома спальними місцями LX, XLX і XXL. Перша ідентична тій, що ставиться на більш легкі серії вантажівок, а дві останні - найбільш комфортні для автомобілів MAN, шириною 2440 мм. Внутрішня висота у XLX дорівнює 1975 мм, у XXL - 2200 мм. Довжина спального місця в такій кабіні становить 2200 мм, ширина - 790 мм. 
Дорожні автомобілі представлені тим ж тоннажем, колісними базами і колісними формулами, що і магістральні, але на них ставляться інші кабіни: М, L і XL. М - достатньо компактна кабіна (але трохи більших розмірів, ніж С), шириною 2 240 мм, довжиною 1880 мм і внутрішньої висотою 1 645 мм. XL має ті ж ширину і довжину, що і великі спальні кабіни XLX і XXL, але меншу висоту від підлоги до стелі - 1660 мм. 
Будівельні та позашляхові автомобілі виробляються повною масою від 18 до 41 т. Двохосьові 18-тонні тягачі та шасі мають колісну базу 3600 і 3900 мм, з приводом на задню і на обидві осі. Повна маса у тривісних тягачів і шасі - 26, 28, 33 і 40 т, колісна база - 3200, 3600 і 3900 мм, варіанти колісної формули - 6x4 і 6x6. У чотиривісних шасі (8x4, 8x6, 8x8) повна маса становить 32, 35 і 41 т і колісна база - від 2505 до 4105 мм. 
Спеціальні машини - ваговози, транспортувальники небезпечних матеріалів - випускаються у виконань Heavy Duty і World Wide. Тривісні (6x4) тягачі Heavy Duty мають повну масу 33 т і варіанти колісної бази 3200, 3600 і 3900 мм, чотиривісні (8x4/4, з двома керованими осями) - повну масу 41 т і колісну базу 2600 мм. Тягачі World Wide виробляються двовісними (4x2) повною масою 18 т і тривісними (6x4, 6x6) повною масою 26, 33 і 40 т, з колісними базами 3200, 3600 і 3900 мм. До аналогічних по тоннажу трехосним шасі World Wide, але з більш широкими варіантами виконань колісної бази - від 3200 до 5100 мм, додаються чотиривісні (8x4) повною масою 41 т і колісною базою від 2505 до 4105 мм. Крім цих автомобілів для вседорожнього використання і важких умов експлуатації призначені серії мобільних військових вантажівок SX і HX, вироблених з двома, трьома і чотирма мостами. Для комунальних служб випускається серія LE (Low Entry) c низкорасположенной кабіною, що має рівну підлогу і спеціальної конструкції двері з пневматичним приводом.
Відмінною особливістю серії TGA залишається забезпечення високого класу комфорту умов роботи водія, наприклад використання єдиних у своєму роді кліматізірованних сидінь класу «Люкс».
У 2007 році на європейському ринку модель TGA замінили автомобілі серії TGX, але в інших країнах автомобілі моделі TGA продаються і далі.

### Двигуни
Автомобілі TGA оснащуються 6-циліндровими рядними дизелями D2066 (робочим об'ємом 10,5 л і потужністю 310, 320, 350, 360, 390, 400, 430 і 440 к.с.) та D2876 (робочим об'ємом 12,8 л і потужністю 480 і 530 к.с.), а також 10-циліндровим V-подібним D2840 робочим об'ємом 18,3 л і потужністю 660 к.с. (встановлюється на спеціальні виконання Heavy Duty і World Wide). Повна маса автопоїзда з 660-сильним тягачем може досягати 250 т. Двигуни потужністю 310 і 320 к.с. ставляться тільки на дорожні автомобілі повною масою 18 т. Дизелі D2066, що випускаються з 2004 року, обладнані чотирма клапанами на циліндр, безпосереднім уприскуванням палива Common-Rail другого покоління, рециркуляцією відпрацьованих газів (EGR) і пиловим фільтром PM-Kat ®. За розробку цього фільтра, який не вимагає періодичного обслуговування і частої заміни, компаніям-розробникам MAN і Emitec в 2006 році була привласнена спеціальна екологічна нагорода Федерального Індустріального Союзу Німеччини. Мотори D2066 відповідають нормам токсичних викидів Євро-4, а при використанні технології SCR - Euro-5. Двигуни D2876 відповідають нормам Euro-3/Euro-4, D2840 - Euro-3. Всі двигуни обладнані моторним гальмом EVB або новішим EVBec. Також в комбінації з системою EVBec може встановлюватися гальмо-уповільнювач MAN Pritarder.
- 10.5 L D2066 I6 310, 320, 350, 360, 390, 400, 430 і 440 к.с.
- 12.8 L D2876 I6 480, 530 к.с.
- 18.1 L D2840 V8 660 к.с.

### КПП
З двигунами компонуються 12-ступінчаста автоматизована коробка передач MAN TipMatic або 16-ступенева механічна ZF ComfortShift. Система ComfortShift забезпечує перемикання верхніх передач без вичавлювання водієм зчеплення - це робить електропневматичний пристрій. З 2005 року частина неповноприводних моделей TGA обладнується системою гідроприводу MAN Hydro Drive ®, яка дозволяє в потрібний момент підключати передню вісь. Маса автомобіля при установці гідрооб'ємного приводу збільшується на 400 кг, однак при цьому автомобіль стає повнопривідним. Такою системою в першу чергу оснащуються будівельні самоскиди, яким потрібна підвищена прохідність в умовах поганих доріг.